# محمد المهنا
محمد عبد الوهاب المهنا (مواليد 5 أغسطس 1993) هو لاعب كرة قدم سعودي يلعب حالياً في النادي العربي.

## مسيرة اللاعب
لعب مع نادي العدالة ونادي هجر ونادي الكوكب والنادي العربي ونادي الترجي.

## وصلات خارجية
- محمد المهنا على موقع قاعدة بيانات كرة القدم.إي يو (الإنجليزية)
- محمد المهنا على موقع Soccerway.com (الإنجليزية)